# Aur Atoll
Az Aur Atoll egy 42 szigetből álló atoll a Csendes-óceán területén. A Ratak lánchoz (Ratak-szigetek) tartozik a Marshall-szigeteken. Teljes szárazföldi területe 5,4 km², de a körbefogott lagúnákkal együtt 240 km². A Maloelap Atolltól északra fekszik. Lakossága 438 fő.